# Gymnelia cennocha
Gymnelia cennocha là một loài bướm đêm thuộc phân họ Arctiinae, họ Erebidae.